# John Madden (treinador)
John Earl Madden (10 de abril de 1936 – 28 de dezembro de 2021) foi um treinador e comentarista de futebol americano da National Football League (NFL). Ele venceu um Super Bowl como treinador com o Oakland Raiders na American Football Conference da NFL e após se aposentar se tornou um popular comentarista esportivo nas transmissões da NFL. Em 2006, ele foi apontado para o Hall da Fama do esporte como um reconhecimento as conquistas de sua carreira.
John também é conhecido por sua participação na lucrativa franquia de video games Madden NFL, que ele participa desde 1988. Madden já trabalhou como comentarista para todas as grandes emissoras americanas: CBS (1979–1993), Fox (1994–2001), ABC (2002–2005) e NBC (2006–2009).
Madden também é autor de vários livros e participou de vários comerciais e propagandas até que se aposentou da televisão em abril de 2009 para passar mais tempo com sua família. Foi considerado um dos maiores técnicos da NFL.

## Primeiros anos
John Madden nasceu em Austin, Minnesota, filho de Earl Russell Madden e Mary Margaret (née Flaherty) Madden. Seu pai, um mecânico de automóveis, mudou a família Madden para Daly City, Califórnia, uma cidade ao sul de São Francisco, quando ele era jovem.
Ele frequentou a escola paroquial católica graduando-se em 1950, e, em seguida, Jefferson High School, graduando-se em 1954.

## Carreira como jogador
Estrela de futebol americano no colegial, Madden inicialmente jogou uma temporada no College of San Mateo, em 1954, antes de receber uma bolsa de estudos da Universidade de Oregon.
Ele não jogou por causa de uma lesão no joelho e ele teve que fazer uma operação no joelho. Em seguida, ele frequentou o College of San Mateo em 1955 e a Grays Harbor College em outono de 1956, antes de se transferir para California Polytechnic State University em San Luis Obispo, onde ele jogou no ataque e na defesa em 1957 e 1958.
Madden foi selecionado na 21.ª rodada (244.ª escolha geral) pelo Philadelphia Eagles, da NFL, em 1958, mas em seu primeiro treinamento, uma lesão em seu outro joelho acabou com sua carreira antes que ele tivesse a chance de jogar profissionalmente.

## Carreira como treinador

### Treinador na universidade
Madden contou como se interessou em treinar: 
"Eu me machuquei no ano de estreia com o Philadelphia Eagles - uma lesão no joelho - e não pude jogar. Enquanto eu estava me recuperando, Norm Van Brocklin assistia a filmes e explicava o que era. Eu tinha uma licenciatura em ensino e meu amor pelo futebol americano se misturou com o ensino".
 Em 1960, ele se tornou assistente técnico no Allan Hancock College, em Santa Maria, e foi promovido a treinador em 1962. Após a temporada de 1963, ele foi contratado como coordenador defensivo em Universidade Estadual de San Diego, onde atuou até 1966.

### Treinador do Oakland Raiders
Com base nesse sucesso, Madden foi contratado por Al Davis como treinador de linebackers no Oakland Raiders da AFL em 1967. Ele ajudou a equipe a chegar ao Super Bowl II naquela temporada. Um ano depois, depois que o técnico dos Raiders, John Rauch, renunciou para assumir o mesmo cargo no Buffalo Bills, Madden foi nomeado treinador dos Raiders em 4 de fevereiro de 1969, tornando-se, aos 32 anos, o mais jovem técnico do futebol americano profissional.
Os Raiders de Madden alcançaram e perderam cinco finais da AFC em sete anos, o que deixou os Raiders com a mesma imagem que os Dallas Cowboys já tinham - um time incapaz de ser campeão. Apesar de uma campanha de 12-1-1 em 1969, a equipe perdeu por 17-7 para o Kansas City Chiefs na última final da American Football League. Três anos depois, o que parecia ser uma vitória sobre os Steelers tornou-se parte do folclore do futebol americano quando a "Immaculate Reception" de Franco Harris deu a Pittsburgh uma vitória por 13-7. Em 1974 e 1975, os Raiders perderam para os Steelers na AFC Championship Game.
Em 1976, os Raiders tiveram uma campanha de 13-1 na temporada regular, eles derrotaram os Steelers na AFC Championship. Em 9 de janeiro de 1977, os Raiders de Madden finalmente ganharam seu primeiro Super Bowl com uma convincente vitória por 32-14 sobre o Minnesota Vikings no Super Bowl XI.
Madden se aposentou após a temporada de 1978, quando os Raiders não conseguiram chegar aos playoffs.
Entre as realizações de Madden como técnico principal estavam um título do Super Bowl e ser o treinador mais jovem a atingir cem vitórias na temporada regular, um recorde que ele compilou em apenas dez temporadas aos 42 anos. Madden ainda é o treinador com mais vitórias na história dos Raiders.
Madden nunca teve uma temporada com mais derrotas do que vitórias como técnico principal. Sua porcentagem total de vitórias, incluindo jogos de playoffs, ocupa o segundo lugar na história da liga. Madden alcançou seu recorde durante um período que incluiu os treinadores Tom Landry, Don Shula, Chuck Noll e Bud Grant, que são geralmente considerados os melhores treinadores da época.

## Televisão
De 1979 a 2008, Madden trabalhou como comentarista / analista em jogos da NFL para as quatro maiores redes de televisão americanas.

### CBS Sports
Depois de trabalhar esporadicamente na CBS Sports durante seus dois primeiros anos, ele foi escalado para o principal duo de transmissão com Pat Summerall em 1981, substituindo Tom Brookshier.
A equipe de Madden e Summerall iria transmitir oito Super Bowls juntos (cinco para a CBS e três para a Fox). Em ocasiões em que Summerall não estava disponível (Summerall normalmente estava programado para comentar o U.S. Open durante as primeiras semanas da temporada da NFL), Madden se uniria a Vin Scully e Verne Lundquist.
Em sua transmissão final da CBS (o NFC Championship Game em 23 de janeiro de 1994), Madden disse a Summerall que apesar da CBS não ter mais a NFL (a CBS acabaria por recuperar os direitos da NFL em 1998), pelo menos eles têm as memórias.

### Fox Sports
Quando a Fox Network ganhou os direitos dos jogos da NFC em 1994, os funcionários da CBS se tornaram agentes livres. Madden era a maior estrela da transmissão e a Fox, a ABC e a NBC fizeram ofertas acima do máximo de US $ 2 milhões por ano para salários de jornalistas esportivos.
Madden e Summerall se juntaram à cobertura da Fox, dando credibilidade à rede para transmitir o que Rupert Murdoch chamou de "a jóia da coroa de toda a programação esportiva do mundo". O contrato de Madden lhe pagava mais anualmente do que qualquer jogador da NFL.
Após sua aparição durante o Super Bowl XXXVI em fevereiro de 2002, Madden deixou a Fox.

### ABC Sports
Em 2002, Madden se tornou comentarista do Monday Night Football, da ABC, trabalhando com o locutor de longa data, Al Michaels. Madden supostamente ganhava US $ 5 milhões por ano.

### NBC Sports
Em 2005, Dick Ebersol, presidente da NBC Sports, anunciou que Madden faria comentários no Monday Night Football da NBC, começando com a temporada de 2006, fazendo dele o primeiro locutor esportivo a ter trabalhado para todas as redes de TV americanas. Madden também alcançou o marco de transmitir o Super Bowl em todas as redes de transmissão "Big Four" quando ele apareceu na transmissão do Super Bowl XLIII.
Em 13 de outubro de 2008, a NBC anunciou que Madden não viajaria para o jogo entre Tampa Bay Buccaneers e Seattle Seahawks no dia 19 de outubro, em Tampa, Flórida, marcando o fim da série de 476 jogos seguidos de Madden. Madden, que viaja de ônibus, decidiu não ir porque viajou de Jacksonville para San Diego e teria que voltar para a Flórida antes de voltar para sua casa no norte da Califórnia. Madden retornou para a seguinte transmissão em 2 de novembro de 2008 em Indianápolis.
Madden se aposentou em abril de 2009. Ele foi substituído pelo ex-receptor de Cincinnati Bengals, Cris Collinsworth.

## Estilo
A entrega animada e extravagante de Madden lhe rendeu aclamação da crítica e catorze Prêmios Emmy Sports para Melhor Analista de Evento Esportivo. Seu estilo é pontuado por interjeições como "Boom!", "Whap!", "Bang!" e "Doink!", e com o uso do telestrator, um dispositivo que permite que ele sobreponha seus diagramas de futebol de luz gravados sobre imagens de vídeo. O uso de Madden do telestrator ajudou a popularizar a tecnologia, que se tornou um marco na cobertura televisiva de todos os esportes.

### Dia de Ação de graças
Madden também era conhecido por trabalhar nos jogos anuais do Dia de Ação de Graças pela CBS e depois pela Fox. Ele daria um peru ou turducken aos jogadores da equipe vencedora.
Madden parou de transmitir os jogos do Dia de Ação de Graças depois que ele se mudou para a ABC em 2002, mas a tradição continuou. A Fox, a CBS e a NFL Network apresentam o galopante Gobbler, o All-Iron Award e o Pudding Pie Award, respectivamente, para o melhor jogador.

### All-Madden
Em 1984, Madden aceitou o conselho do treinador da NFL, John Robinson, - um amigo de Madden desde o ensino fundamental - e criou o time "All-Madden", um grupo de jogadores que Madden achava que representavam o futebol americano e jogavam do jeito que ele achava que deveria ser jogado. Madden continuou a escolher a equipe All-Madden durante a temporada de 2001.
Madden explicou: "O que significa ser 'All-Madden'? É uma série de coisas. Para jogadores de linha defensiva e Linebacker, é sobre Jack Youngblood jogar com uma perna quebrada, Lawrence Taylor causando estragos no ataque. É sobre um cara que tem um uniforme sujo, lama no rosto e grama na orelha do capacete." A ABC Sports afirmou que "a equipe All-Madden tornou-se sinônimo de grandeza".

### Aversão a voar
A aversão de Madden a voar é bem conhecida. Duas teorias diferentes se desenvolveram quanto à causa. Uma teoria diz respeito ao acidente de avião da equipe de futebol americano da California Polytechnic State University, em 29 de outubro de 1960, que custou a vida de dezesseis jogadores, o gerente de alunos da equipe e um incentivador. Tendo se formado em California Polytechnic State University apenas dois anos antes, Madden perdeu muitos amigos no acidente. No entanto, sabe-se que Madden voou até 1979, quando teve um ataque de pânico em um voo com origem em Tampa. Os detalhes, natureza e extensão deste ataque de pânico não são conhecidos. Madden, no entanto, declarou uma vez em uma entrevista que seus medos não eram sobre turbulência, voar ou alturas, mas principalmente claustrofobia.
Durante sua aparição no Saturday Night Live no início dos anos 80, um curta-metragem foi exibido mostrando Madden viajando para Nova York para participar do SNL de trem. A partir de 1987, as linhas de ônibus da Greyhound forneceram um ônibus e motoristas MCI 102A3 personalizados por três anos em troca de eventos de publicidade e palestras. O ônibus foi originalmente pintado em cores Greyhound e os pilotos tiveram que competir pelas posições. Madden viajou pelo país em um ônibus personalizado, que ele apelidou de Madden Cruiser.
Madden nunca comentou o Pro Bowl, que foi realizado no Havaí durante todos os anos de sua carreira de radiodifusão. Da mesma forma, Madden nunca participou de nenhum jogo de pré-temporada realizado fora da América do Norte.
Madden encontrou um uso inesperado para seu ônibus em Nova York após os ataques de 11 de setembro de 2001, quando forneceu o transporte para a ex-campeã de patinação no gelo, Peggy Fleming, cujo voo para casa em Los Gatos, Califórnia, havia sido perdido.
Em contraste com a aversão de Madden a voar, sua esposa Virginia possui uma licença de piloto.

## Prêmios e honras
- Campeão do Super Bowl XI (como treinador do Oakland Raiders)
- Prêmio Pete Rozelle Radio-Television Award em 2002.
- Pro Football Hall of Fame (classe de 2006)[29]
- Bay Area Sports Hall of Fame (classe de 1991)[30]
- Yahoo! Sports Top 50 All Time Network Television Sports Announcers (#2)[31]
- California Hall of Fame (classe de 2009)
- Esportista Nacional do Ano da NSSA em 1984
- Hall of Fame NSSA em 2010
- 16x vencedor do Emmy Award[32]

## Filmes e TV
Madden teve uma aparição breve no filme Christine - O Carro Assassino. Madden interpretou um treinador de um time de futebol americano durante uma transmissão televisiva.
Madden também foi destaque no filme O Pequeno Grande Time. Quando um ônibus cheio de profissionais da NFL se perde e acontece de se deparar com as crianças. Madden ajuda a equipe a elaborar a eventual jogada vencedora do jogo, "The Annexation of Puerto Rico", que foi uma versão de um fumblerooski.
Madden também interpretou a si mesmo como o apresentador dos jogos fictícios do filme Virando o Jogo, ao lado de seu parceiro de transmissão na época, Pat Summerall.
Ele apareceu em um episódio de 1999 de Os Simpsons, "Sunday, Cruddy Sunday". Madden também apresentou um episódio de Saturday Night Live da NBC em 1982 com a convidada musical Jennifer Holliday. Além disso, Madden apareceu no videoclipe da banda irlandesa U2 na música "Stuck in a Moment You Can't Get Out Of". No vídeo, Madden está comentando sobre um falso jogo de futebol americano com Paul Hewson como o kicker que perde um chute para ganhar o jogo. Ele faz uma aparição semelhante no vídeo do single de 1972 de Paul Simon, "Me and Julio Down by the Schoolyard", no qual ele tenta ensinar os fundamentos do futebol americano para um grupo de crianças.
Em 15 de fevereiro de 2023, foi anunciado que uma minissérie será produzida para contar toda a trajetória de vida de John Madden, passando pelo tempo como treinador e comentarista de TV.

## Propagandas
Madden apareceu em uma variedade de comerciais de rádio e televisão, incluindo Ace Hardware, Outback Steakhouse (o patrocinador corporativo do Maddencruiser), Verizon Wireless, Rent-A-Center, Miller Lite, Toyota, Rádio Sirius Satellite e Tinactin. Em particular, as propagandas de cerveja Miller cimentaram a imagem de Madden aos olhos do público como uma personalidade desajeitada mas amável.
Ele também gravou anúncios de serviço público de rádio e televisão para várias causas, incluindo The More You Know em 2009 e Vascular Cures (antiga Fundação de Pesquisa Vascular do Pacífico) em Redwood City, Califórnia (com base nas experiências de saúde de sua esposa, Virginia Madden).
Para minimizar as viagens aos estúdios, Madden construiu a Goal Line Productions em Pleasanton, Califórnia, uma instalação que agora é gerenciada por seu filho, Joe. A instalação possui um palco de som de 7000 pés quadrados (650 m2), um dos maiores no norte da Califórnia.

## Madden NFL
John Madden empresta sua voz, personalidade e nome à série Madden NFL de videogames de futebol, publicada pela EA Sports / Electronic Arts desde 1988. As inscrições na série têm consistentemente sido best-sellers. Apesar da aposentadoria de Madden como uma emissora em 2009, ele ainda continua a emprestar seu nome e fornecer informações criativas para a série, que é tão popular que ele é mais conhecido como o rosto de Madden do que como um treinador e locutor vencedor do Super Bowl.
Madden vê o jogo como uma ferramenta educacional. Durante as conversas de planejamento inicial com o fundador da Electronic Arts, Trip Hawkins, em 1984, Madden imaginou o programa como uma ferramenta para ensinar e testar jogadas. Ele afirmou em 2012 que Madden NFL era "uma maneira de as pessoas aprenderem o jogo [de futebol americano] e participarem do jogo em um nível bastante sofisticado".

## Campanha como treinador
| Time  | Ano   | Temporada regular | Temporada regular | Temporada regular | Temporada regular | Temporada regular       | Pós-temporada | Pós-temporada | Pós-temporada | Pós-temporada                                                    |
| Time  | Ano   | Vitória           | Derrota           | Empates           | PCT %             | Resultado               | Vitória       | Derrota       | PCT %         | Resultado                                                        |
| ----- | ----- | ----------------- | ----------------- | ----------------- | ----------------- | ----------------------- | ------------- | ------------- | ------------- | ---------------------------------------------------------------- |
| OAK   | 1969  | 12                | 1                 | 1                 | 89,3%             | 1º lugar na AFL Western | 1             | 1             | 50%           | Perdeu para o Kansas City Chiefs na Final da AFL                 |
| OAK   | 1970  | 8                 | 4                 | 2                 | 64,3%             | 1º lugar na AFC West    | 1             | 1             | 50%           | Perdeu para o Baltimore Colts na Final da AFL                    |
| OAK   | 1971  | 8                 | 4                 | 2                 | 64,3%             | 2º lugar na AFC West    | –             | –             | –             | –                                                                |
| OAK   | 1972  | 10                | 3                 | 1                 | 75%               | 1º lugar na AFC West    | 0             | 1             | 00%           | Perdeu para o Pittsburgh Steelers no playoff divisional          |
| OAK   | 1973  | 9                 | 4                 | 1                 | 67,9%             | 1º lugar na AFC West    | 1             | 1             | 50%           | Perdeu para o Miami Dolphins na final de conferência da AFC      |
| OAK   | 1974  | 12                | 2                 | 0                 | 85,7%             | 1º lugar na AFC West    | 1             | 1             | 50%           | Perdeu para o Pittsburgh Steelers na final de conferência da AFC |
| OAK   | 1975  | 11                | 3                 | 0                 | 78,6%             | 1º lugar na AFC West    | 1             | 1             | 50%           | Perdeu para o Pittsburgh Steelers na final de conferência da AFC |
| OAK   | 1976  | 13                | 1                 | 0                 | 92,9%             | 1º lugar na AFC West    | 3             | 0             | 100%          | Venceu o Super Bowl XI                                           |
| OAK   | 1977  | 11                | 3                 | 0                 | 78,6%             | 2º lugar na AFC West    | 1             | 1             | 50%           | Perdeu para o Denver Broncos na final de conferência da AFC      |
| OAK   | 1978  | 9                 | 7                 | 0                 | 56,3%             | 2º lugar na AFC West    | –             | –             | –             | –                                                                |
| Total | Total | 103               | 32                | 7                 | 76,3%             |                         | 9             | 7             | 56,3%         |                                                                  |

## Vida pessoal
Madden conheceu Virginia Fields em um bar em Pismo Beach, Califórnia, e eles se casaram em 26 de dezembro de 1959. Eles moram em Pleasanton, Califórnia, e têm dois filhos, Joseph e Michael.
Joe jogou futebol na Brown University e Mike estudou na Universidade de Harvard, onde começou como jogador de futebol americano.
Madden morreu em 28 de dezembro de 2021, aos 85 anos de idade.